# BLAZE LINE/a day dreaming...
「BLAZE LINE／a day dreaming...」（ブレイズ ライン／ア デイ ドリーミング）は、BACK-ONの2枚目のシングル。2007年6月6日にcutting edgeから発売された。

## 概要
BACK-ON初の両A面シングル。
前作に続き、アニメソングのオープニングテーマを担当した（エンディングテーマも担当）。
両曲ともPVが存在するが、次作の「flower」のCD EXTRAに収録されている。

## 収録曲
全曲、作詞：TEEDA & KENJI03、作曲：BACK-ON、プロデュースはJINである。
1. BLAZE LINE [4:06]
テレビ東京系アニメ『アイシールド21』オープニングテーマ。
PVは、2007年4月にテキサス州で行われた「ANIME MATSURI 2007」のライブ映像となっている。
間奏部分のチアリーダーの声で、「ONE STEP!」にフィーチャリングしているminiがコーラスで参加している。
2. a day dreaming... [3:53]
同エンディングテーマ。
PVは、テキサス州のとあるモーテルで撮影された[1]。
3. EYES [3:27]
歌詞が9割ラップ詞であり、KENJI03のパートはサビのほんの一部だけである。
4. BLAZE LINE (TV Size) [1:34]
5. a day dreaming... (TV Size) [1:34]
上位2曲「(TV Size)」は、アニメで使われている約1分半バージョンを収録。

## 収録アルバム
1. BLAZE LINE
  - 『YES!!!』
  - 『AWESOME BEST』
2. a day dreaming...
  - 『YES!!!』
  - 『AWESOME BEST』
3. EYES
  - アルバム未収録。